# 大野台駅
大野台駅（おおのだいえき）は秋田県北秋田市上杉字金沢にある、秋田内陸縦貫鉄道秋田内陸線の駅。

## 歴史
同駅周辺にはもともと10戸ほどの集落（金沢集落）が存在するのみの駅であった。同集落の小学生は合川東小学校まで農道を経由し徒歩で通学していたが、冬季は冠雪により通行が不能となり、線路上を歩くほかなかった。駅開業の2年前の1963年に同校の小学生が走行中の蒸気機関車に石を投げる事件が発生し、このことが社会問題として青少年問題協議会で取り上げられた。このことを受け合川町長の畠山義郎は秋田鉄道管理局に駅設置の陳情を行ったが、秋田鉄路管理局の総務課長直々に断られる。しかしながら、将来的な乗客増加が見込めるなら考えるという線までこぎ着けた。そこで、大野台の別地区（川井集落）に建てようとしていた障害者施設「愛生園」を、鉄道駅建設を条件に当初予定地より北側の金沢集落近辺に計画変更することによって、大野台駅は建設されることとなった。駅開業の約半年後の1965年10月に完成した愛生園はその後拡大を重ね、現在では「大野台の里」全体で1000人規模となっている。

### 年表
- 1965年（昭和40年）4月20日：国鉄阿仁合線の駅として北秋田郡合川町に開業[1][8]。建設費800万円は同町が全額負担して作られた請願駅で[1]、旅客のみを取り扱う無人駅である[9]。
- 1986年（昭和61年）11月1日：秋田内陸縦貫鉄道に転換[10]。

## 駅構造

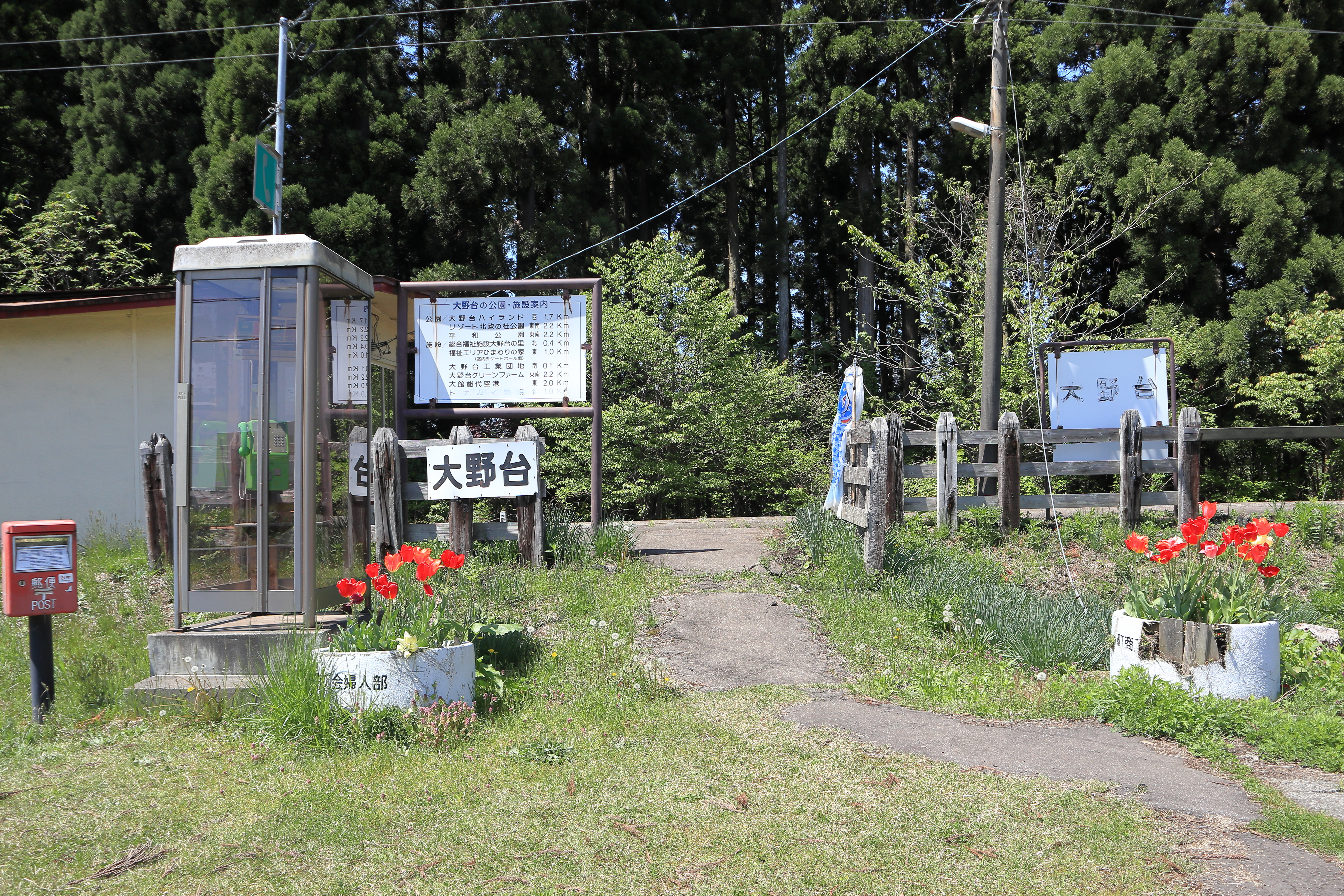
出入口

単式ホーム1面1線を有する地上駅。無人駅で駅舎はないが、ホーム上に待合所が設置されている。

## 利用状況
| 1日乗降人員推移 | 1日乗降人員推移 |
| 年度            | 1日平均人数     |
| --------------- | --------------- |
| 2016年          | 14              |
| 2017年          | 14              |
| 2018年          | 15              |

## 駅周辺

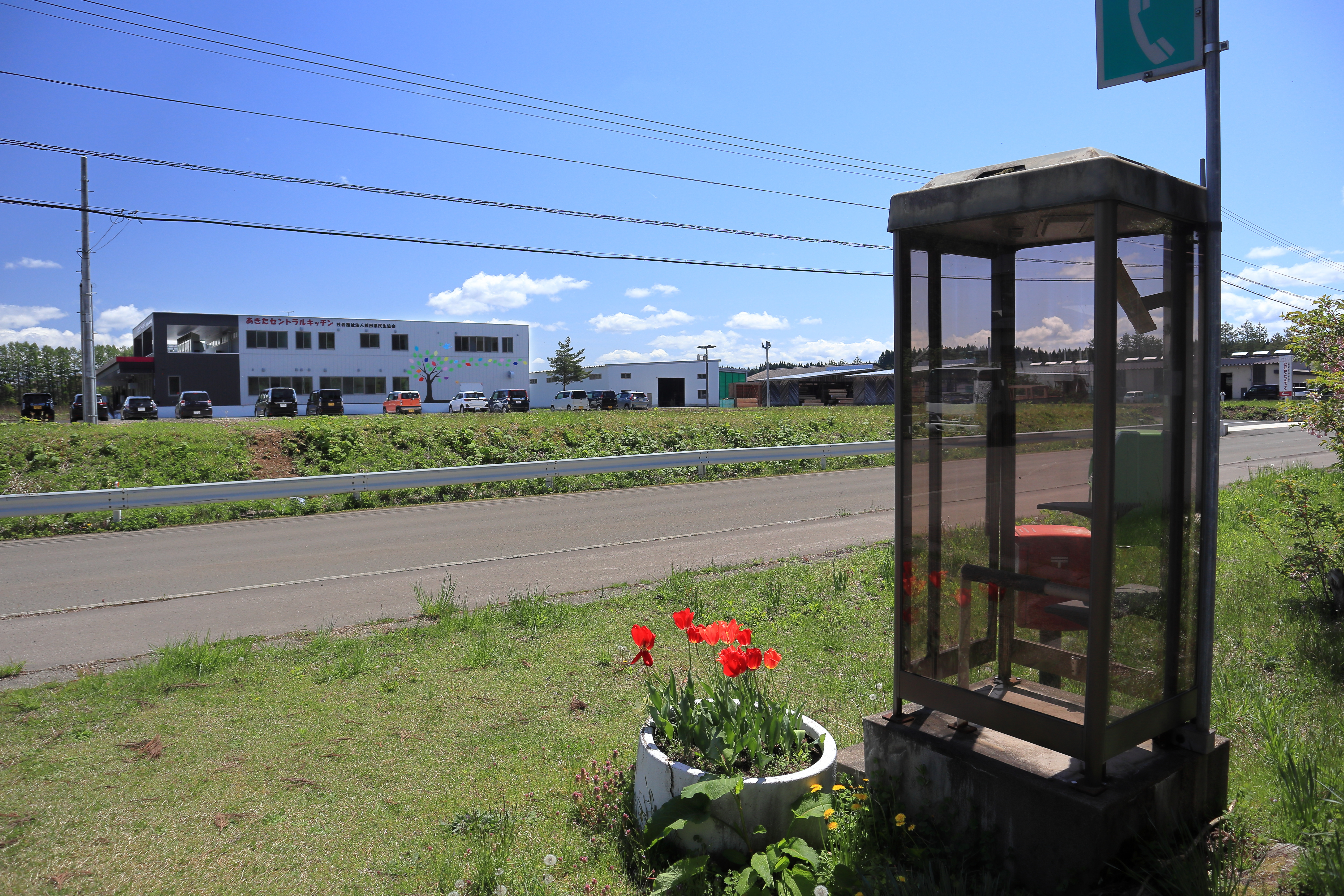
駅前

- 金沢温泉
- 愛生園
- 厚生園
- 合川新生園 - 直線で約2km
- 秋田県民生協会
- あきたセントラルキッチン
- 大野台工業団地
- 北秋田市民病院 - 直線で約2.5km
- 秋田県立北欧の杜公園 - 直線で約3km
- 秋田県道24号鷹巣川井堂川線

## バス路線
路線バス（秋北バス）大野台駅前バス停
鷹巣 - 沖田面線
- 沖田面ゆき
  - 北秋田市民病院 - 合川駅 - 上小阿仁村役場前 - 沖田面
- 鷹ノ巣駅方面（鷹ノ巣駅ゆき・イオンタウン鷹巣ゆき）
  - 北秋田市役所 - 鷹ノ巣駅前 - イオンタウン鷹巣前（ - 鷹ノ巣駅前）

## 隣の駅
秋田内陸縦貫鉄道
■秋田内陸線
□快速（上りのみ）・■普通
縄文小ヶ田駅 - 大野台駅 - 合川駅